# Pinanga
Pinanga es un género con 174 especies de plantas con flores perteneciente a la familia  de las palmeras Arecaceae.  
Es originario de las regiones tropicales y subtropicales de Asia y oeste del Pacífico.

## Descripción
Con tallos a menudo solitarios, rodeados de cicatrices foliares prominentes. Hojas pinnadas 5-11, o en ocasiones no divididas; con vainas cerradas de color amarillento a rojizo  , formando un prominente capitel verde, por lo general cubierto de escamas de diversos colores; pinnas dispuestas regularmente a lo largo del raquis, con la difusión en un mismo plano. Las inflorescencias ramificadas de 1 orden, con unas raquilas, a veces espigadas,  por debajo capitel, rara entre las hojas, cubiertas inicialmente con profilo; raquilas convertidas en colgantes, rara vez permanecen erectas, generalmente suaves, a veces peludas, flores unisexuales,  en tríadas de 1 flor femenina flanqueada por 2 flores masculinas. Fruta roja, naranja o negra, pequeña, elipsoide a globosa o en forma de huso, comúnmente picuda.

## Taxonomía
El género fue descrito por Carl Ludwig Blume y publicado en Bulletin des Sciences Physiques et Naturelles en Neerlande 1: 65. 1838.
Etimología
Pinanga: nombre genérico que es la latinización del nombre vernáculo malayo, pinang aplicado a la palma de betel, Areca catechu y especies de Areca, Pinanga y Nenga en la naturaleza.

## Especies seleccionadas
- Pinanga acualis
- Pinanga adangensis
- Pinanga albescens
- Pinanga andamanensis
- Pinanga angustisecta
- Pinanga amnamensis